# Spoorlijn Baden-Oos - Baden-Baden
De spoorlijn Baden-Oos - Baden-Baden is een Duitse spoorlijn als spoorlijn 4241 onder beheer van DB Netze.
Het traject werd oorspronkelijk met een spoorwijdte van 1600 mm aangelegd.

## Geschiedenis
Het traject werd door de Badische Staatseisenbahnen op 27 juli 1845 geopend. De spoorbreedte van dit traject werd in 1855 omgebouwd van 1600 mm in 1435 mm.
Door de opheffing op 24 september 1977 van het traject tussen Baden-Oos en Baden-Baden werd op dezelfde dag het bord Baden-Baden van de muur gehaald en met de laatste trein naar Baden-Oos gebracht. Door de plaatsing van dit bord werd het station Baden-Oos vernoemd in Baden-Baden.

## Treindiensten

### Deutsche Bahn
De Deutsche Bahn verzorgde tot 24 september 1977 het personenvervoer op dit traject met RB-treinen.

## Aansluitingen
In de volgende plaatsen is of was er een aansluiting van de volgende spoorlijnen:

### Baden-Oos
- Rheintalbahn, spoorlijn tussen Mannheim en Basel

## Elektrische tractie
Het traject werd op 27 mei 1958 geëlektrificeerd met een spanning van 15.000 volt 16⅔ Hz wisselstroom.